# サウスサンフランシスコ

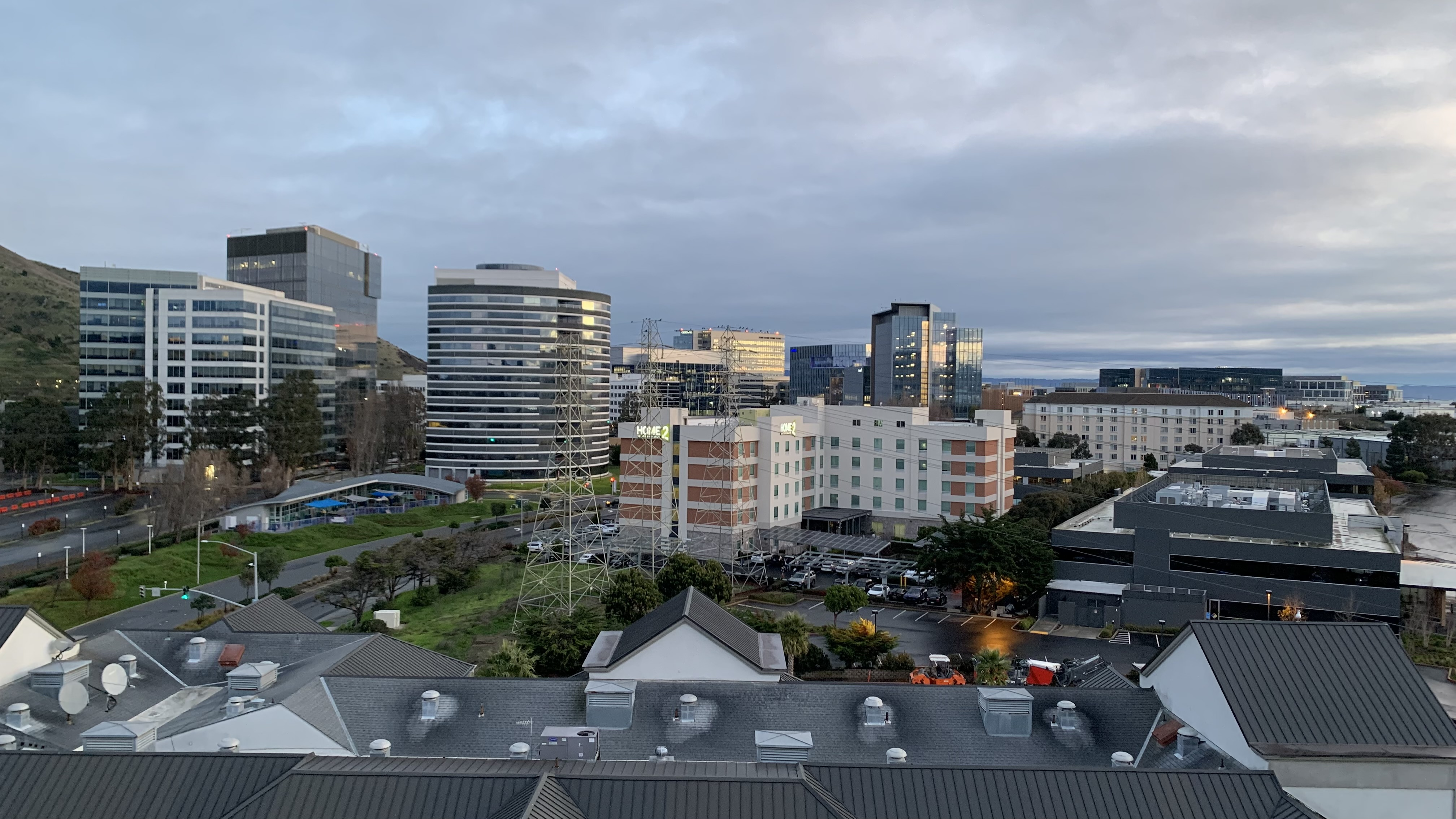
イーストサイド

サウスサンフランシスコ（South San Francisco）は、アメリカ合衆国カリフォルニア州のサンマテオ郡にある都市。人口は6万6105人（2020年）。サンフランシスコの南15キロメートルに位置している。

## 概要
古くから工業都市として発展した。サンフランシスコ湾岸に造船や鉄鋼所、レンガ工場などが立地していた。しかし、第二次世界大戦後は産業構造の変革により多くの工場が閉鎖に追い込まれた。市当局は新しい産業を誘致する必要に迫られた。幸いサウスサンフランシスコはサンフランシスコ国際空港とシリコンバレーに近いという地の利があり生物工学や情報技術などの企業を誘致することに成功した。ジェネンテックやストライプの本社がある。
サウスサンフランシスコは伝統的に労働者階級の町だが、近年は地価が高騰しており富裕層の住民が増加している。

## 地理

サンマテオ郡内の位置

サウスサンフランシスコは北緯37度39分22秒 西経122度25分32秒 / 北緯37.65611度 西経122.42556度 (37.655983, -122.425525)に位置している。
アメリカ合衆国統計局によると、この都市は総面積77.0 km² (29.7 mi²) である。このうち23.4 km² (9.0 mi²) が陸地で53.7 km² (20.7 mi²) が水域である。総面積の69.67%が水域となっている。

## 人口動勢
2000年国勢調査で、この都市は人口60,552人、19,677世帯、及び14,659家族が暮らしている。人口密度は2,591.9/km2 (6,712.8/mi2) である。862.0/km2 (2,232.5/mi2) の平均的な密度に20,138軒の住宅が建っている。この都市の人種的な構成は白人44.05%、アフリカン・アメリカン2.82%、先住民0.60%、アジア28.92%、太平洋諸島系1.56%、その他の人種15.01%、及び混血7.05%である。ここの人口の31.84%はヒスパニックまたはラテン系である。
この都市内の住民は24.2%が18歳未満の未成年、18歳以上24歳以下が9.2%、25歳以上44歳以下が32.0%、45歳以上64歳以下が22.0%、及び65歳以上が12.6%にわたっている。中央値年齢は36歳である。女性100人ごとに対して男性は98.3人である。18歳以上の女性100人ごとに対して男性は95.5人である。
この都市の世帯ごとの平均的な収入は61,764米ドルであり、家族ごとの平均的な収入は66,598米ドルである。男性は41,442米ドルに対して女性は35,452米ドルの平均的な収入がある。この都市の一人当たりの収入 (per capita income) は23,562米ドルである。人口の5.2%及び家族の3.5% は貧困線以下である。全人口のうち18歳未満の5.1%及び65歳以上の3.7%は貧困線以下の生活を送っている。

## 交通
- サンフランシスコ国際空港が隣接している。

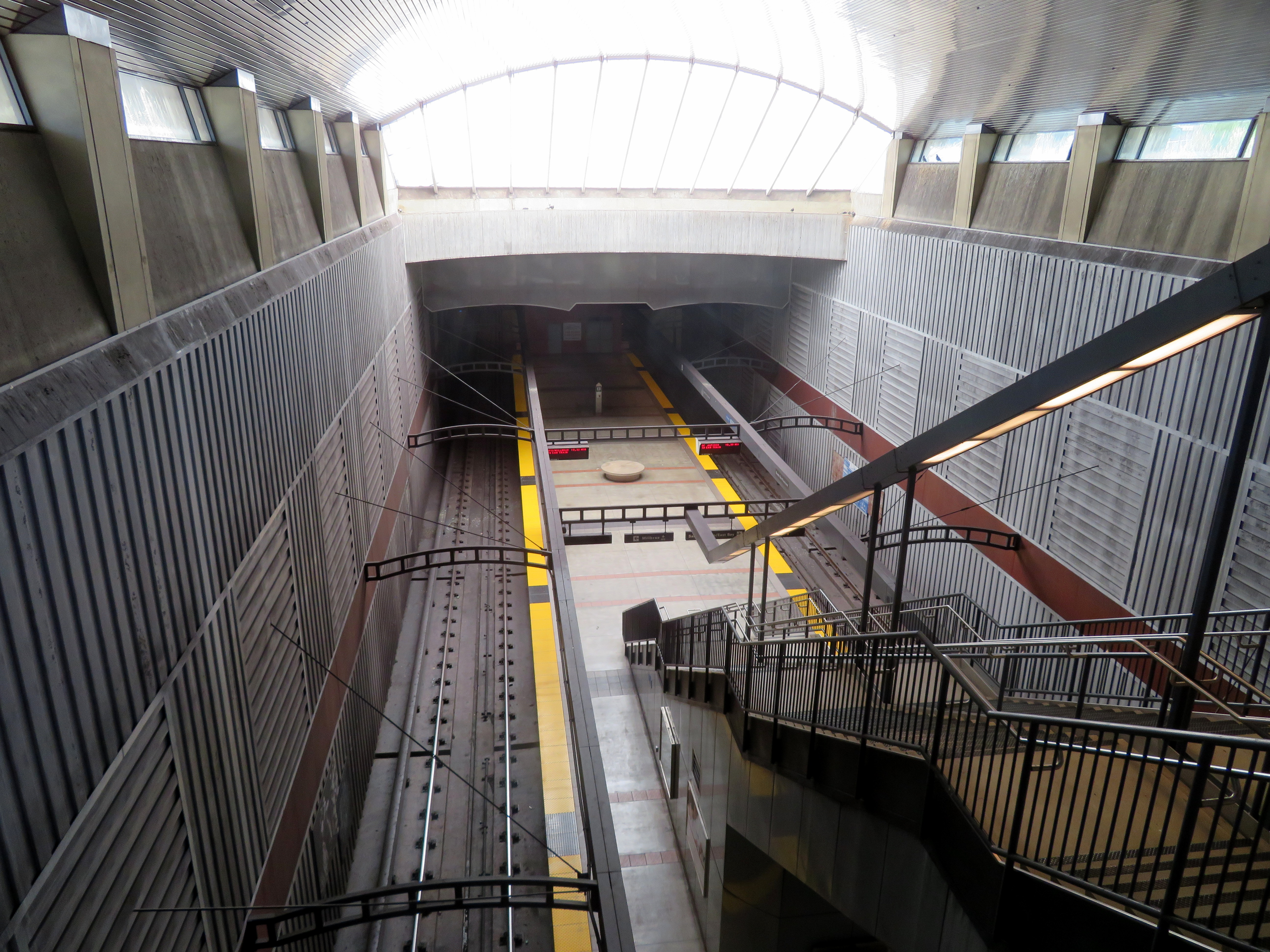
バート・サウスサンフランシスコ駅

- 鉄道は通勤鉄道のカルトレインとバートの駅があるが、両駅はかなり離れており乗り換えは出来ない。

- 幹線道路は国道101号線と州間高速道路280号線である。